# Banko
Banko est une ville et une sous-préfecture de Guinée, rattachée à la préfecture de Dabola et à la région de Faranah. 

## Population
En 2016, le nombre d'habitants est estimé à 25 251, à partir d'une extrapolation officielle du recensement de 2014 qui en avait dénombré 23 610 .

## Personnalité liée à la ville
- Ismaël Nabé (1981-), homme politique guinéen;

- Louncény Nabé (1955-), économiste guinéen.